# دير مار أنطونيوس (القدس)

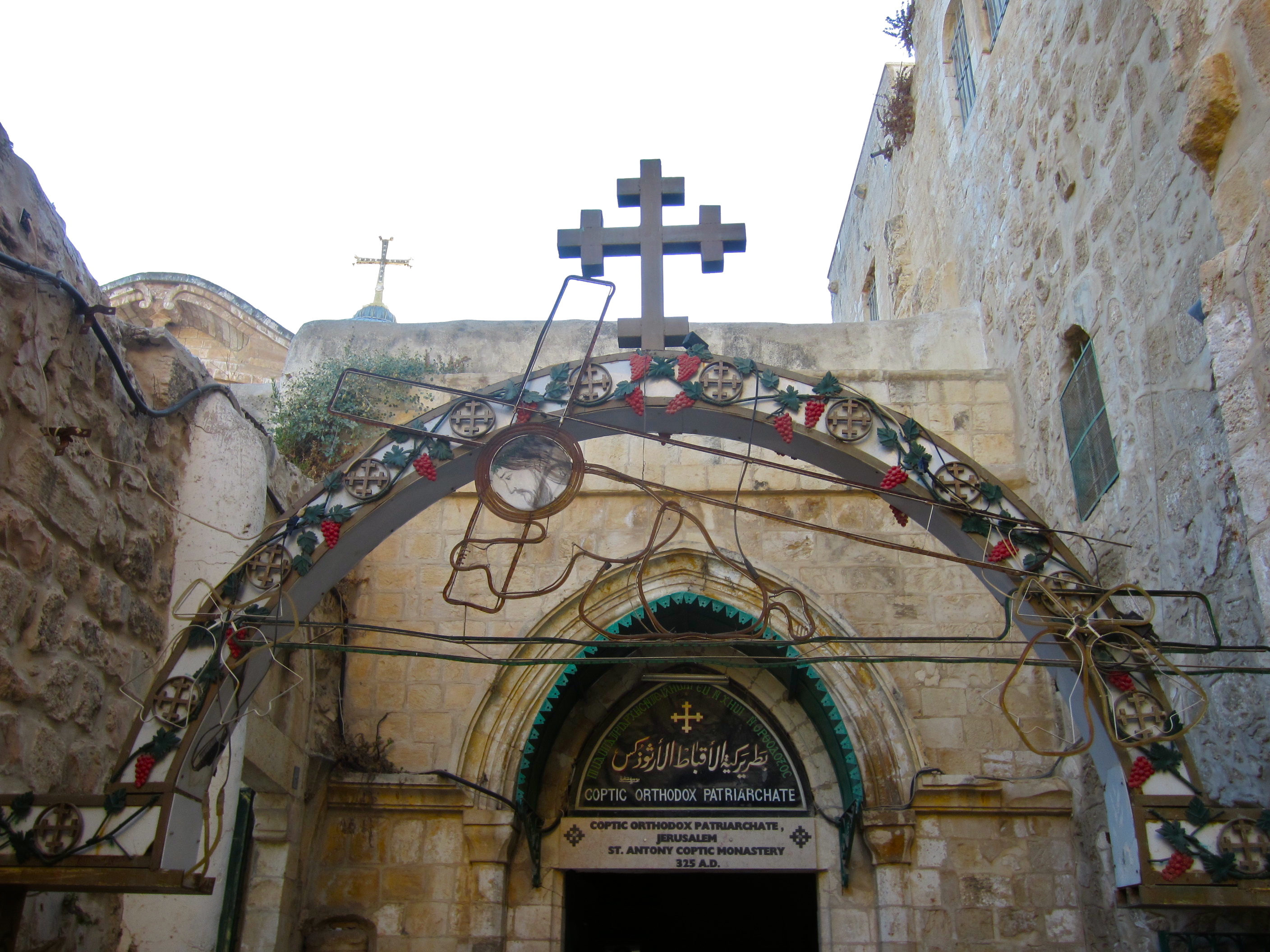

دير مار أنطونيوس دير أثري للأقباط الأرثوذكس يقع داخل أسوار البلدة القديمة لمدينة القدس، إلى الشمال من كنيسة القديسة هيلانة. تشير التقديرات أن الدير قد بُني على أساس كنيسة بيزنطية قديمة ومستودع مياه باسم القديسة هيلانة وهو داخل الكنيسة القبطية في الدور الأرضي.
ترجع أهمية الدير إلى أنه صار مقراَ للمطرانية القبطية في القدس منذ عام 1912. ويحوي الدير على كنيسة القديس أنطونيوس التي تقع لصق الجدار الشمالي لكنيسة القيامة وأمامها فناء واسع مكشوف، ويجد في الطابق الثالث كنيسة أخرى أنشأها المطران الأنبا ياكوبوس في عام 1954، ويقع مقر المطران القبطي في الطابق الرابع وبه مكتبة فخمة بالإضافة إلى نزول للضيوف والحجاج.